# Camp del Velòdrom de la Bonanova
Camp del Velòdrom de la Bonanova var det stadion hvor FC Barcelona spillede sin allerførste kamp, den 8. december 1899, mod et hold sammensat af lokalt bosatte briter.
FC Barcelona har dog ikke eneret til banen, hvilket fører til flere sammenstød med spillere fra andre klubber om brugsretten. I sidste ende opnår en anden klub, Catalá en skriftlig tilladelse fra ejeren af området, og FC Barcelona flytter sine kampe til Camp de l'Hotel Casanovas i 1900.